# Savannakhet
Pour l’article homonyme, voir Province de Savannakhet.
Savannakhet (lao : ສະຫວັນນະເຂດ), ou Kaysone Phomvihane (lao : ໄກສອນ ພົມວິຫານ) anciennement connue sous le nom Muong Khantabouli (appelée aussi Muong Savan), sur le moyen Mékong, est après Vientiane la deuxième ville du Laos par sa population, avec environ 90 000 habitants, et le chef-lieu de la province du même nom. La ville est le lieu de naissance de Kaysone Phomvihane, ex-président du Laos, et a pris son nom en 2005.

## Géographie
Construite en 1894 par les Français sur la rive orientale du Mékong, c'est un foyer économique très actif du Laos du Sud, au croisement de deux importants axes routiers : du nord au sud, route n° 13 Luang Prabang-Vientiane-Paksé, d'est en ouest la route n° 9 entre le Viêt Nam (Quang Tri) et la Thaïlande.

## Population
Comme toutes les villes du Laos, la population de Savannakhet se compose de Laos, de Thaïs, de Vietnamiens et de Chinois, ainsi que de nombreux représentants des diverses minorités du pays.

## Monuments
On y trouve un important temple bouddhique datant du XVe siècle, le Vat Sainyaphoum, un temple chinois, une église catholique et une mosquée. Savannakhet possède également un petit Musée des dinosaures, construit avec l'aide de Muséum national d'histoire naturelle de Paris.
L'université de Savannakhet, inaugurée en octobre 2009, compte trois facultés : Économie-gestion, Agriculture-environnement et Sciences humaines-langues.
Savannakhet possède également un casino, Savan Vegas, destiné essentiellement à la clientèle transfrontalière (les jeux d'argent sont interdits en Thaïlande).

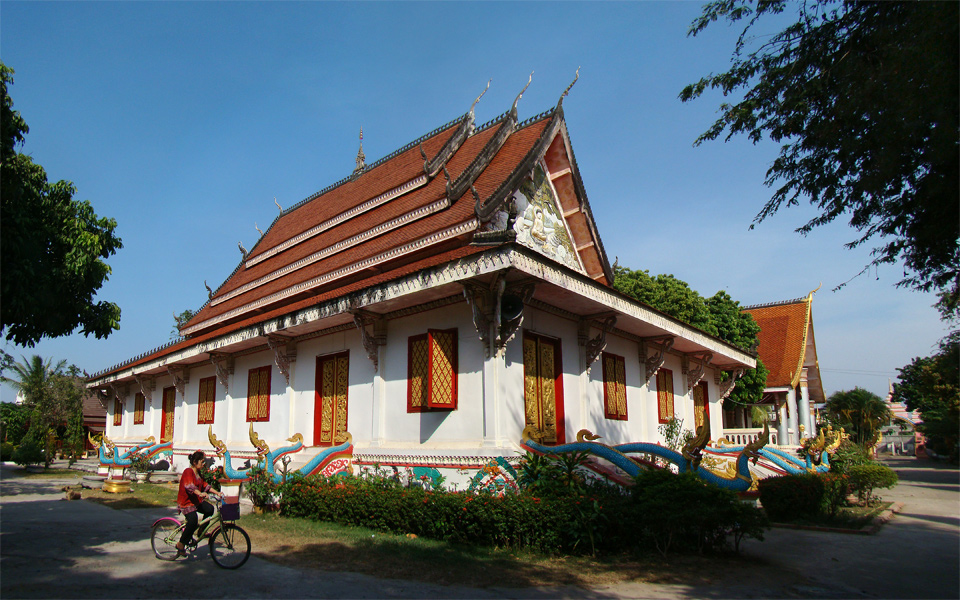
Vat Sainyaphoum
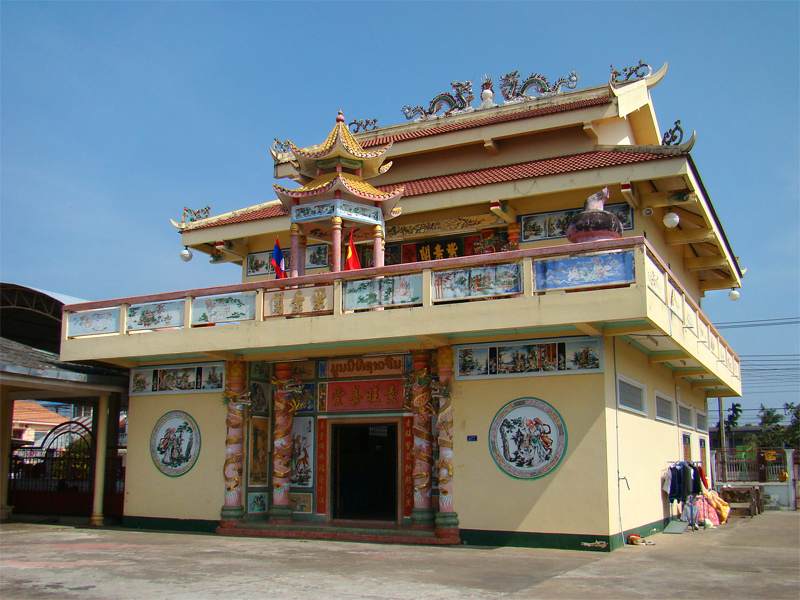
Temple bouddhiste chinois
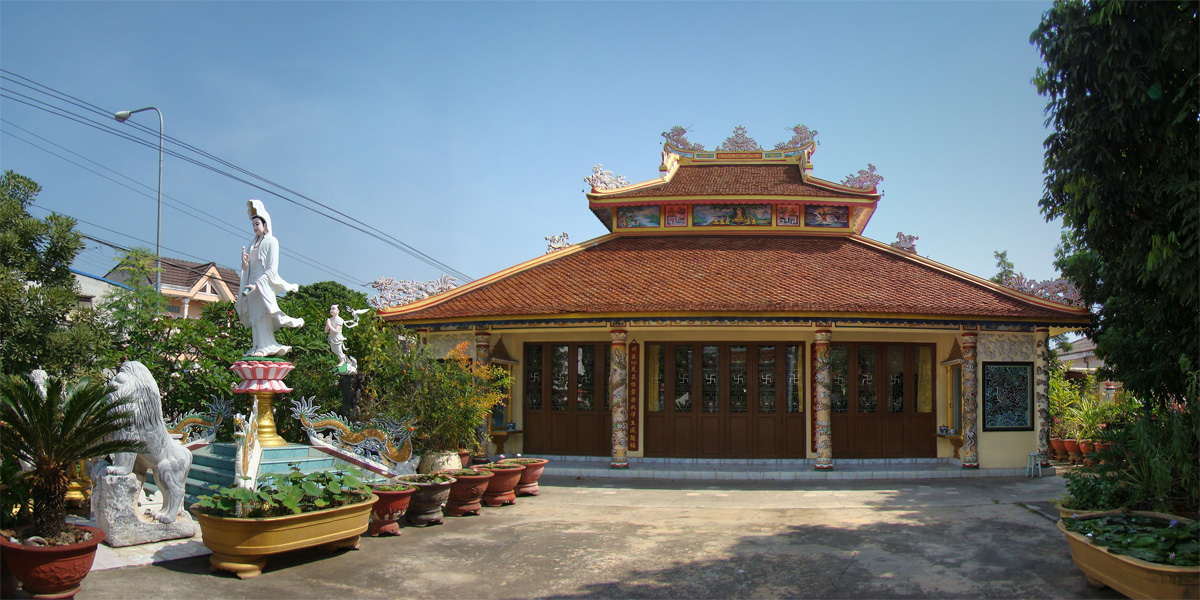
Temple bouddhiste vietnamien Diệu Giác
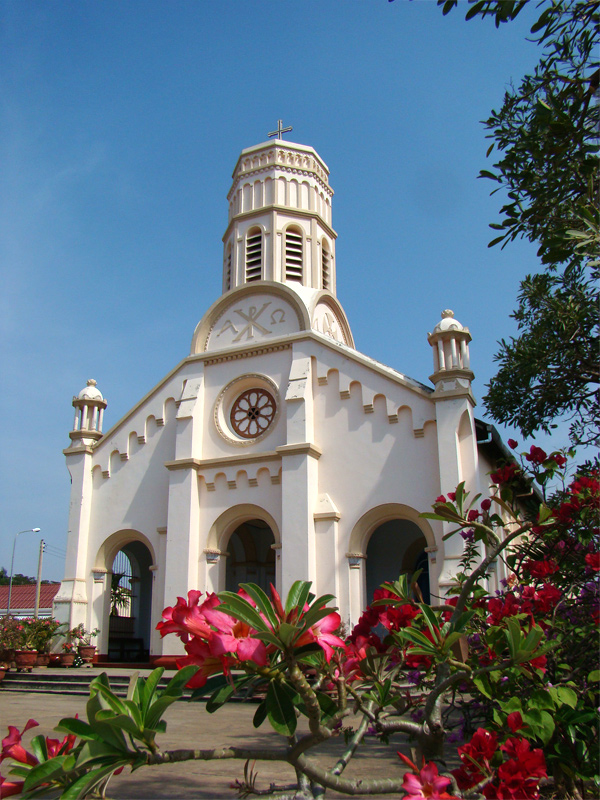
Cocathédrale Sainte-Thérèse de Savannakhet (catholique)

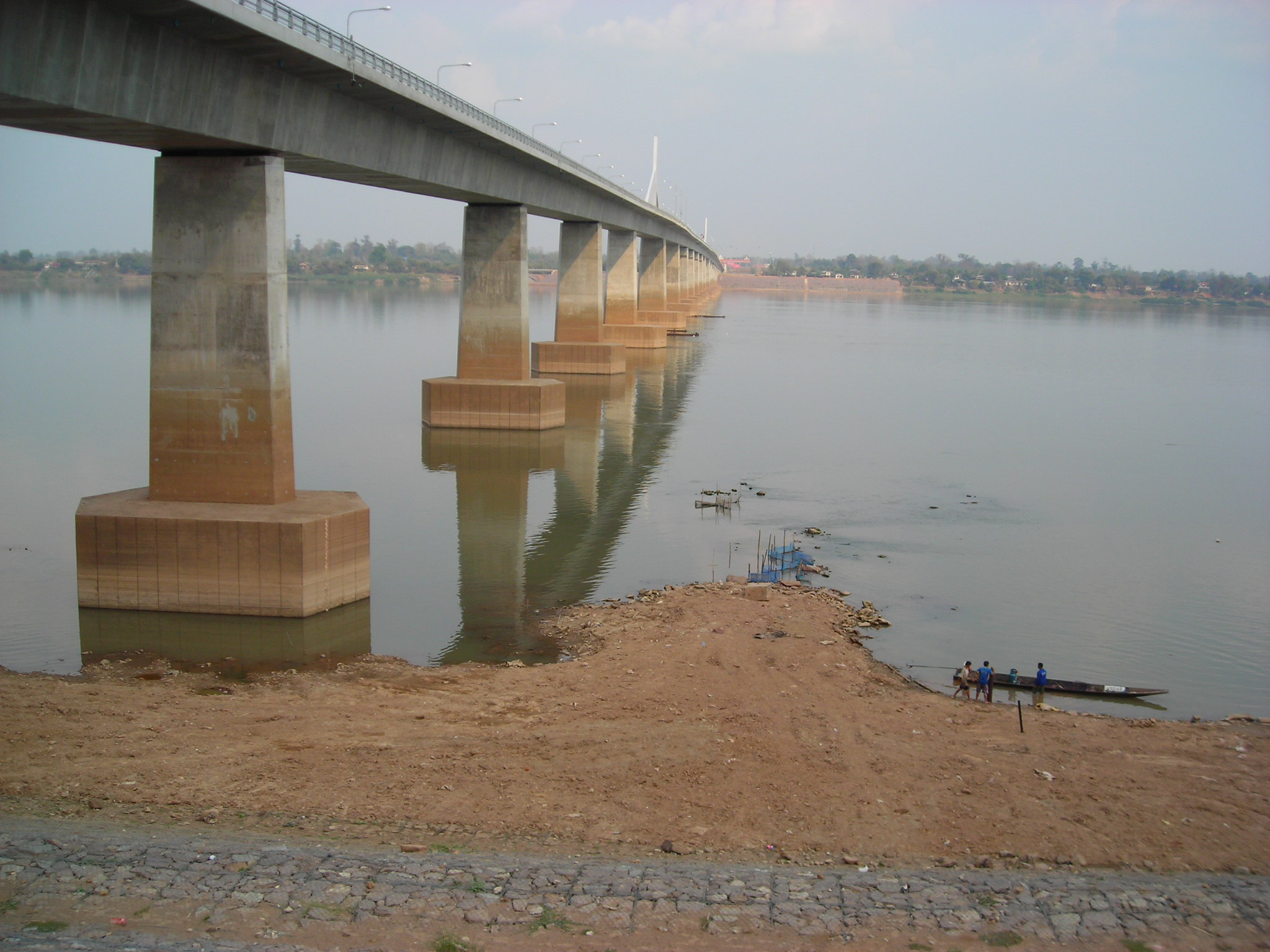
Le Pont de l'Amitié 2 vu depuis Mukdahan

## Transports
Un pont reliant Savannakhet à Mukdahan en Thaïlande a été construit en 2006. Ce projet s'inscrit dans la grande voie transversale, le Couloir économique Est-Ouest, de Moulmein (ou Mawlamyine) à Da Nang. Il a été construit avec un financement japonais, et nommé le « Pont de l'Amitié 2 », en référence au « Pont de l'amitié lao-thaïlandaise » reliant Vientiane et Nong Khai.
Une voie de chemin de fer reliant Savanannakhet au Viêt Nam, d'une longueur de 220 km, est à l'étude. Les travaux devraient durer huit mois.
Il existe également un petit aéroport, l'aéroport de Savannakhet.